# ФК Лос Анђелес
Лос Анђелес (енгл. Los Angeles FC) је амерички фудбалски клуб из Лос Анђелеса. Наступа у Западној конференцији МЛС лиге. Домаће утакмице играју на стадиону Бенк оф Калифорнија. Највећи ривали су им Лос Анђелес галакси у дербију званом Ел Трафико.

## Историја

### Оснивање и прва сезона
Дана 30. октобра 2014, МЛС најавио је проширење лиге за тим у Лос Анђелесу. Придружили су се лиги 2018. године. Прву утакмицу у МЛС лиги Лос Анђелес је одиграо 4. марта 2018., победивши минималним резултатом Сијетл саундерсе. Први пораз су претрпели 31. марта 2018. године, преокретом Лос Анђелес галаксија, након што су водили 3:0. На тој утакмици је дебитовао Златан Ибрахимовић у МЛС лиги.
Регуларни део сезоне су завршили са освојених 57 бодова, чиме су оборили рекорд Чикаго фајера за највише поена у дебитној сезони, Чикаго је у сезони 1998. освојио 56 бодова. Лос Анђелес је завришио трећепласирани у Западној конференцији, чиме су обезбедили пласман у плеј-оф, али су испали већ у првој рунди.

### Вицешампиони КОНКАКАФ Лиге шампиона
Први пут су учествовали у КОНКАКАФ Лиги шампиона у сезони 2020. Победивши мексичке клубове Леон, Круз Азул, Клуб Америку, квалификовали су се за финале најбољег конфедерацијског такмичења. У финалу су поражени од УАНЛ Тигрова.

### Освајачи МЛС купа
Сезону 2022. Лос Анђелес је завршио као освајач Supporters' Shield са освојених 67 бодова. 
У полуфиналу конференције су поразили градског ривала ФК Лос Анђелес галакси, резултатом 3:2. Квалификовали су се за финале МЛС купа поразивши Остин, резултатом 3:0. Лос Анђелес је освојио МЛС куп након што су били бољи у извођењу пенала од Филаделфија јунион, након продужетака утакмица је завршена 3:3.
Герет Бејл је постигао гол за изједначење у 128. минуту.